# Pješčarska gušarka
Pješčarska gušarka (gušarka lirasta; lat. Arabidopsis arenosa; sin. Cardaminopsis arenosa), Jednogodišnja je ili višegodišnja biljka iz porodice krstašica, nekada uključivana u rod Cardaminopsis (gušarka), a danas u uročnjake. Raste prvenstveno u umjerenom biomu u Europi, uključujući Hrvatsku.
- A. arenosa
- Arabidopsis arenosa, Katowice
- A. arenosa
- A. arenosa

## Podvrste
Postoje dvije njezine podvrste, obje su prisutne u Hrvatskoj.
- Arabidopsis arenosa subsp. arenosa
- Arabidopsis arenosa subsp. borbasii (Zapał.) O'Kane & Al-Shehbaz